# Фрідріх Вільгельм Кайзер
Фрідріх-Вільгельм Кайзер (нім. Friedrich Wilhem Kaiser) — німецький офіцер, оберстлейтенант люфтваффе. Кавалер Німецького хреста в сріблі.

## Біографія
Пілот-учасник Першої світової війни. Після війни влаштувався на роботу в гумову компанію Гансена, засновану братом його тестя. На початку 1936 року кайзер приєднався до новостворених люфтваффе, хоча існує імовірність, що він приєднався задовго до офіційного відновлення ВПС.
Під час Другої світової війни певний час перебував в окупованій Франції. З травня 1940 року — член Ганноверської інспекції з поповнення вермахту. Літом 1943 року призначений інструктором тренувального табору вермахту в Берліні-Штаакені.
Після війни Кайзер повернувся на роботу в компанію Гансена.

## Нагороди

### Перша світова війна
- Залізний хрест 2-го і 1-го класу
- Нагрудний знак військового пілота (Пруссія)
- Хрест «За військові заслуги» (Ліппе)

### Міжвоєнний період
- Почесний хрест ветерана війни з мечами (5 лютого 1935)
- Пам'ятна військова медаль (Австрія) з мечами (10 грудня 1937)
- Медаль «За вислугу років у Вермахті» 4-го класу (4 роки)

### Друга світова війна
- Медаль «У пам'ять 1 жовтня 1938» (10 травня 1940)
- Хрест Воєнних заслуг
  - 2-го класу з мечами (20 квітня 1941)
  - 1-го класу з мечами (1 вересня 1942)
- Німецький хрест в сріблі (22 серпня 1944)